# Chiesa di San Germano (Palazzolo Vercellese)
La chiesa di San Germano è la parrocchiale di Palazzolo Vercellese, in provincia ed arcidiocesi di Vercelli; fa parte del vicariato di Trino.

## Storia
L'originaria pieve palazzolese sorse nel V secolo; la chiesa venne poi citata nell'881 e nel 999.
Nel XIV secolo venne eretto il campanile; la chiesa fu oggetto nel 1768 di un rifacimento che le conferisce un aspetto barocco, mentre il protiro fu edificato nel 1780. Nel 1821 l'interno dell'edificio subì un intervento di rimaneggiamento.
Nel 1887 il vescovo Celestino Matteo Fissore, compiendo la sua visita pastorale, annotò che la chiesa era stata consacrata, anche se non si sapeva quando perché non vi erano documenti precisi che restassero tale evento, che tutto sommato era sufficiente per le esigenze della popolazione e che al suo interno trovavano posto l'altare maggiore e quelli laterali dello Spirito Santo, della Vergine del Rosario, di Sant'Antonio, del Suffragio, di San Giovanni Battista e di San Caio.
In una relazione stilata negli anni 1950 si legge che la facciata della parrocchiale era fatiscente, mentre che l'interno versava in buone condizioni.

## Descrizione

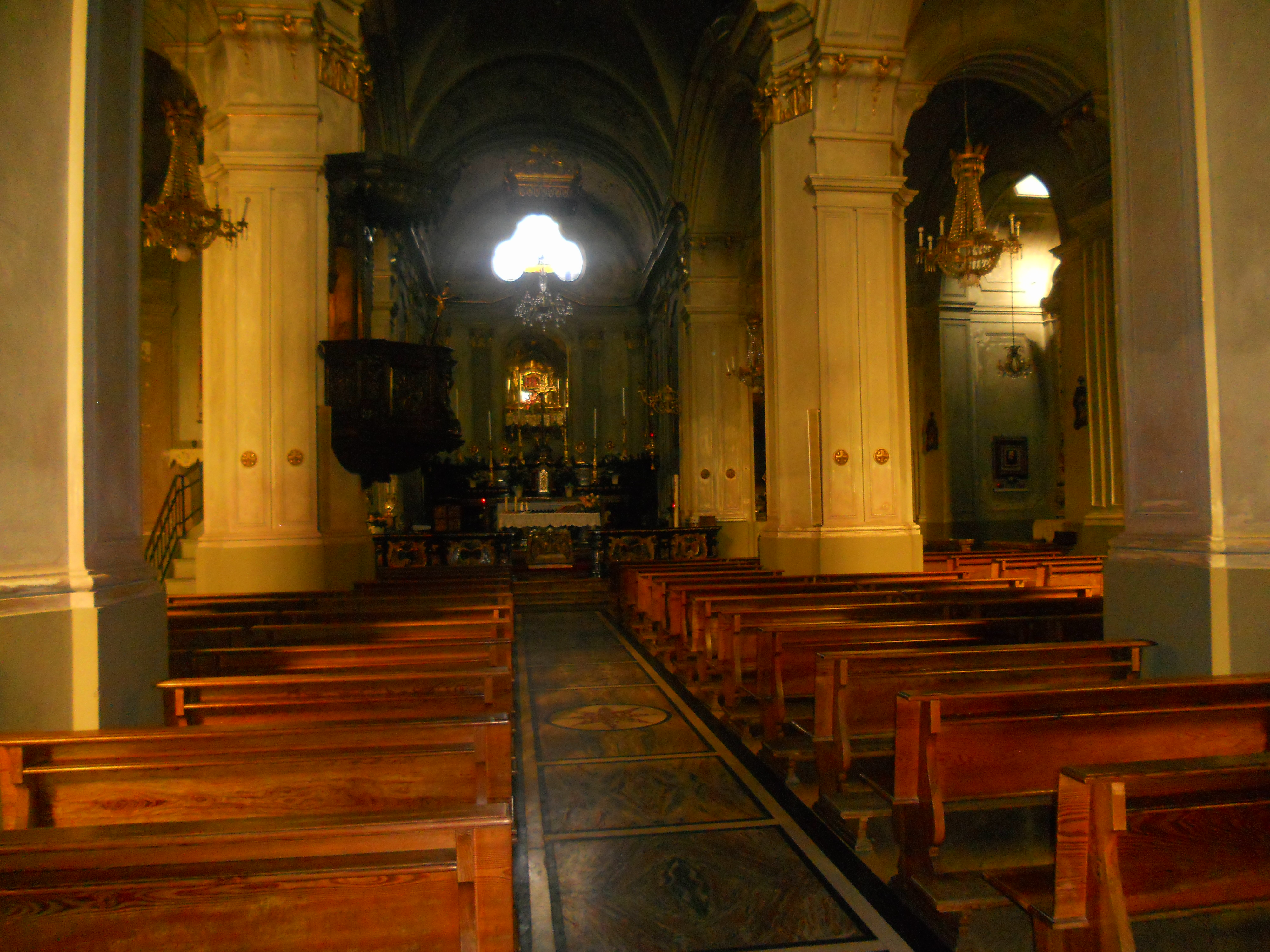
L'interno

### Facciata
La facciata, che è facciata a salienti, è suddivisa in tre porzioni, delle quali la centrale, preceduta dal protiro, è caratterizzata dal portale d'ingresso sovrastato da una lunetta, mentre le laterali presentano due finestre.

### Interno
L'interno è organizzato in tre navate separate da colonne dotate di stucchi; il soffitto è costituito da volte a crociera.
Opere di pregio qui conservate sono una pala raffigurante Sant'Antonio da Padova, dipinta da Guglielmo Caccia detto il Moncalvo, la tela ritraente la Madonna col bambino assieme a Santi e ad Angeli, eseguita da Sebastiano Novelli, e il paliotto caratterizzato dei simboli del Calvario, realizzato da Pietro Solari.